# 2000年夏季残疾人奥林匹克运动会巴西代表团
2000年夏季残疾人奥林匹克运动会巴西代表团是巴西派出的2000年夏季残疾人奥林匹克运动会代表团。获得6枚金牌、10枚银牌和6枚铜牌。